# Diplaziopsis
Diplaziopsis, rod papratnjača u redu osladolike. Na popisu su 3 vrste iz istočne Azije
Rod je opisana 1905.

## Vrste
1. Diplaziopsis cavaleriana (Christ) C.Chr.
2. Diplaziopsis flavoviridis (Alston) Christenh.
3. Diplaziopsis javanica (Blume) C.Chr.